# A4 (Италија)
Ауто-пут А4 (итал. Autostrada A4 или Serenissima) је ауто-пут на северу Италије. Почиње од Торина, па иде кроз Милана и Венеције до Систијане.